# Clemens Sommerfeld
Clemens Sommerfeld (1986) è un ex giocatore di football americano tedesco, che ha giocato come defensive back.
Anche suo fratello Simon ha giocato a football americano.

## Palmarès
- 1 German Bowl (Kiel Baltic Hurricanes, 2010)